# The Best of Kansas
The Best of Kansas es un álbum recopilatorio de la banda estadounidense de rock progresivo Kansas y fue publicado en 1984 por Kirshner Records en Estados Unidos y por la discográfica Columbia Records.  Fue relanzado en 1999 por la compañía CBS Associated y Legacy/Epic Records.
Este álbum se ubicó en el 154.º lugar del Billboard 200 estadounidense en 1984.  En tanto, The Best of Kansas tuvo mayor éxito en Canadá, pues logró colocarse en la 86.ª posición de la lista de los 100 mejores álbumes de la Revista RPM.
The Best of Kansas fue certificado multiplatino en los EE. UU. por la Asociación de la Industria Discográfica de Estados Unidos (RIAA por sus siglas en inglés) el 19 de diciembre de 2001 por más de 4.000.000 de copias vendidas.

## Ediciones
La versión original de 1984, así como la reedición de 1999 fueron remasterizadas, aunque ambas tienen diferentes listados de canciones, dependiendo de la edición. La edición original  en formato de disco de vinilo de 1984 etiene el tema «Perfect Lover», el cual fue compuesto por los hermanos John y Dino Elefante.  La reedición de 1999 en formato de disco compacto excluye de la lista la canción antes mencionada y adhirió tres canciones más: «The Pinnacle», «The Devil Game» y una versión en vivo de «Closet Chronicles».

## Lista de canciones

### Versión original de 1984

#### Lado A
| Side one |                        |                                             |               |          |  |
| N.º      | Título                 | Escritor(es)                                | Voz principal | Duración |  |
| 1.       | «Carry On Wayward Son» | Kerry Livgren                               | Steve Walsh   | 5:22     |  |
| 2.       | «Point of Know Return» | Steve Walsh / Robby Steinhardt / Phil Ehart | Steve Walsh   | 3:11     |  |
| 3.       | «Fight Fire with Fire» | John Elefante / Dino Elefante               | John Elefante | 3:40     |  |
| 4.       | «Dust in the Wind»     | Kerry Livgren                               | Steve Walsh   | 3:27     |  |
| 5.       | «Song for America»     | Kerry Livgren                               | Steve Walsh   | 9:08     |  |

#### Lado B
| Side two |                         |                                                              |               |          |  |
| N.º      | Título                  | Escritor(es)                                                 | Voz principal | Duración |  |
| 6.       | «Perfect Lover»         | J. Elefante / D. Elefante                                    | John Elefante | 4:19     |  |
| 7.       | «Hold On»               | Kerry Livgren                                                | Steve Walsh   | 3:52     |  |
| 8.       | «No One Together»       | Kerry Livgren                                                | Steve Walsh   | 6:57     |  |
| 9.       | «Play the Game Tonight» | Livgren / Rich Williams / Ehart / Danny Flower / Rob Frazier | John Elefante | 3:26     |  |
| 10.      | «The Wall»              | Walsh / Livgren                                              | Steve Walsh   | 4:49     |  |

### Reedición de 1999
| Side one |                               |                                               |                  |          |  |
| N.º      | Título                        | Escritor(es)                                  | Voz principal    | Duración |  |
| 1.       | «Carry On Wayward Son»        | Kerry Livgren                                 | Steve Walsh      | 5:22     |  |
| 2.       | «Point of Know Return»        | Walsh / Steinhardt / Ehart                    | Steve Walsh      | 3:11     |  |
| 3.       | «Fight Fire with Fire»        | J. Elefante / D. Elefante                     | John Elefante    | 3:40     |  |
| 4.       | «Dust in the Wind»            | Kerry Livgren                                 | Steve Walsh      | 3:27     |  |
| 5.       | «Song for America»            | Kerry Livgren                                 | Steve Walsh      | 9:08     |  |
| 6.       | «Hold On»                     | Kerry Livgren                                 | Steve Walsh      | 3:51     |  |
| 7.       | «No One Together»             | Kerry Livgren                                 | Steve Walsh      | 6:57     |  |
| 8.       | «Play the Game Tonight»       | Livgren / Williams / Ehart / Flower / Frazier | John Elefante    | 3:26     |  |
| 9.       | «The Wall»                    | Walsh / Livgren                               | Steve Walsh      | 4:49     |  |
| 10.      | «The Pinnacle»                | Kerry Livgren                                 | Robby Steinhardt | 9:36     |  |
| 11.      | «The Devil Game»              | Walsh / Dave Hope                             | Steve Walsh      | 5:04     |  |
| 12.      | «Closet Chronicles» (en vivo) | Walsh / Livgren                               | Steve Walsh      | 6:54     |  |

## Créditos

### Kansas
- Steve Walsh — voz principal (excepto en las canciones «Fight Fire with Fire», «Perfect Lover», «Play the Game Tonight» y «The Pinnacle»), teclados y coros (excepto en las canciones «Fight Fire with Fire», «Perfect Lover» y «Play the Game Tonight»)
- John Elefante — voz principal y teclados (en las canciones «Fight Fire with Fire», «Perfect Lover» y «Play the Game Tonight»)
- Kerry Livgren — guitarra y teclados (excepto en «Perfect Lover»)
- Robby Steinhardt — voz principal (en la canción «The Pinnacle»), violín, viola y coros
- Rich Williams — guitarra
- Dave Hope — bajo (excepto en «Perfect Lover»)
- Phil Ehart — batería y percusiones

### Personal adicional
- Bryan Duncan — coros (en la canción «Perfect Lover»)

### Producción
- Kansas — productor
- Brad Aaron — productor e ingeniero de sonido
- Jeff Glixman — productor
- Wally Gold — productor
- Neil Kernon — productor, ingeniero de sonido y mezclador
- Davey Moiré — productor
- Ken Scott — productor e ingeniero de sonido
- Kevin Elson — ingeniero de sonido
- Bill ‹Bleu› Evans — ingeniero de sonido
- Peter Granat — ingeniero de sonido
- Lee Peterzell — ingeniero de sonido
- Glenn Meadows — masterizador
- Kerry Livgren — re-mezclador (en la reedición de 1999)
- Rich Williams — re-mezclador (en la reedición de 1999)

## Certificaciones
| País           | Asociación | Cerificación    | Posición máxima |
| -------------- | ---------- | --------------- | --------------- |
| Estados Unidos | RIAA       | 4x multiplatino | 4.000.000       |

## Listas
| Año  | País           | Lista         | Posición máxima |
| ---- | -------------- | ------------- | --------------- |
| 1984 | Canadá         | Revista RPM   | 86.º            |
| 1984 | Estados Unidos | Billboard 200 | 154.º           |